# Кімун
Кімун (кит.: 祁門紅茶; піньїнь: Qímén hóngchá; кантон: Kèihmùhn hùhngchàh; букв. «червоний чай Цимень») — відомий китайський димчастий чорний чай. Вперше вироблений наприкінці 19 століття, він швидко став популярним на Заході й досі використовується для багатьох класичних купажів. Це легкий чай з характерними нотками кісточкових фруктів і злегка димними нотками в ароматі й ніжним, солодовим, не терпким смаком, що нагадує несолодке какао. Кажуть, що Кімун має квітковий аромат і деревні нотки.

## Історія
Оригінальний Кімун виробляється виключно в повіті Цімень на півдні провінції Аньхой. Його вирощують у Гуйчі, Шитаї, Дунчжі та Ісяні. Назва чаю — це старе західне написання назви сусіднього міста Цимень (вимовляється як "Чі-мун"). Регіон вирощування чаю лежить між Жовтими горами та річкою Янцзи.  Сорт, що використовується для Кімун, той самий, що й для виробництва Хуаншань Маофен. Хоча останній є старим, добре відомим сортом зеленого чаю, Кімун вперше був виготовлений в 1875 році з використанням технологій, адаптованих від фермерів провінції Фуцзянь.  Існує багато різновидів кимуну, для кожного з яких використовуються різні технології виробництва. З усім тим, будь-який Кімун проходить особливо повільні процеси в'янення й окислення, що дає більш нюансований аромат і смак. Деякі з характерних квіткових нот Кімуну можна пояснити більшим вмістом гераніолу, порівняно з іншими чорними чаями. Шаблон:Tea map china province

## Різновиди
Серед багатьох сортів кимуну, мабуть, найвідомішим є кимун Мао Фен (祁門毛峰). Зібраний раніше за інших, він складається з двох листочків і бруньки, легший і солодший, ніж інші види чаю Кімун, і містить лише два листочки та бруньку. Ще один високосортний сорт, що містить переважно листя і міцніший за інші, — це Кімун Хао Я (祁門毫芽). Для західних ринків він поділяється за якістю на категорії Хао Я А і Хао Я В, причому перший сорт дещо кращий за другий. Обидва мають помітно інтенсивний смак. Інші сорти включають ті, що спеціально розроблені для приготування чаю Гунфу (Кімун Гунфу, або Конгоу — 祁門功夫) і Кімун Сінь Я (祁門新芽), сорт з ранніми бруньками, який, як кажуть, має меншу гіркоту. Один з чорних чаїв, що виробляється в сусідній провінції Хубей, деякі чайні компанії іноді називають хубейським кимуном (湖北祁門), але він не є кимуном в повному розумінні цього терміна.